# Nada Ćorović
Nada Ćorović (* 16. Dezember 2000 in Nikšić, BR Jugoslawien) ist eine montenegrinische Handballspielerin, die für die montenegrinische Nationalmannschaft aufläuft.

## Karriere

### Im Verein
Ćorović begann das Handballspielen beim montenegrinischen Verein ŽRK Levalea 2010, der in ihrer Geburtsstadt beheimatet ist. Mit der Damenmannschaft von ŽRK Levalea 2010 lief sie in der höchsten montenegrinischen Spielklasse auf. Im Sommer 2020 schloss sich die Rückraumspielerin dem slowakischen Erstligisten IUVENTA Michalovce an, den sie am Jahresende 2020 wieder verließ. Ćorović unterschrieb in der Rückrunde der Spielzeit 2020/21 einen Vertrag beim serbischen Erstligisten ŽORK Jagodina, mit dem sie im Mai 2021 die serbische Meisterschaft gewann. Ab dem Sommer 2022 lief sie für den französischen Erstligisten Entente Sportive Bisontine Féminin auf. Im Sommer 2024 unterschrieb sie einen Vertrag beim rumänischen Erstligisten CSM Slatina.

### In Auswahlmannschaften
Ćorović gehörte dem Kader der montenegrinischen Jugendnationalmannschaft an, mit der sie an der U-17-Europameisterschaft 2017 sowie an der U-18-Weltmeisterschaft 2018 teilnahm. Anschließend gehörte sie dem Kader der montenegrinischen Juniorinnennationalmannschaft bei der U-19-Europameisterschaft 2019 an. Ćorović bestritt am 11. Oktober 2023 ihr Debüt für die montenegrinische A-Nationalmannschaft gegen die Türkei, gegen die sie knapp zehn Minuten auf dem Spielfeld stand. Mit Montenegro nahm sie an der Weltmeisterschaft 2023 teil und belegte den siebten Platz.

### Sonstiges
Nada Ćorović hat sieben Geschwister, die bis auf die älteste Schwester alle Handball spielen. Ihre ein Jahr ältere Schwester Nataša Ćorović spielt ebenfalls professionell Handball.